# Latifa Ibn Ziaten
Latifa Ibn Ziaten —àrab: لطيفة بن زياتن, Laṭīfa ibn Ziyātin— (Tetuan, Marroc, 1 de gener de 1960) és una activista francomarroquina. Va iniciar l'Associació Imad per a la Joventut i la Pau per a una comprensió intercomprensiva.
Latifa va néixer al Marroc i és musulmana. Quan era adolescent, es va traslladar a França. El 2012, el fill de Latifa, Imad, va morir en un atac terrorista. Imad era soldat francès. Latifa va anar al barri de l'assassí del seu fill, a Tolosa de Llenguadoc. Va parlar amb els nois del barri. Els nois van dir que l'assassí era un heroi de l'islam. Quan els va dir que el seu fill va morir en l'atac, es van disculpar. Llavors, Latifa va decidir iniciar una organització per ajudar els joves. Ella diu als joves que coneguin l'Islam dels seus pares, i no el d'Internet. Latifa rep amenaces i té un guardaespatlles. El 2016 va rebre el Premi Internacional Dona Coratge.